# Westfalen Winds

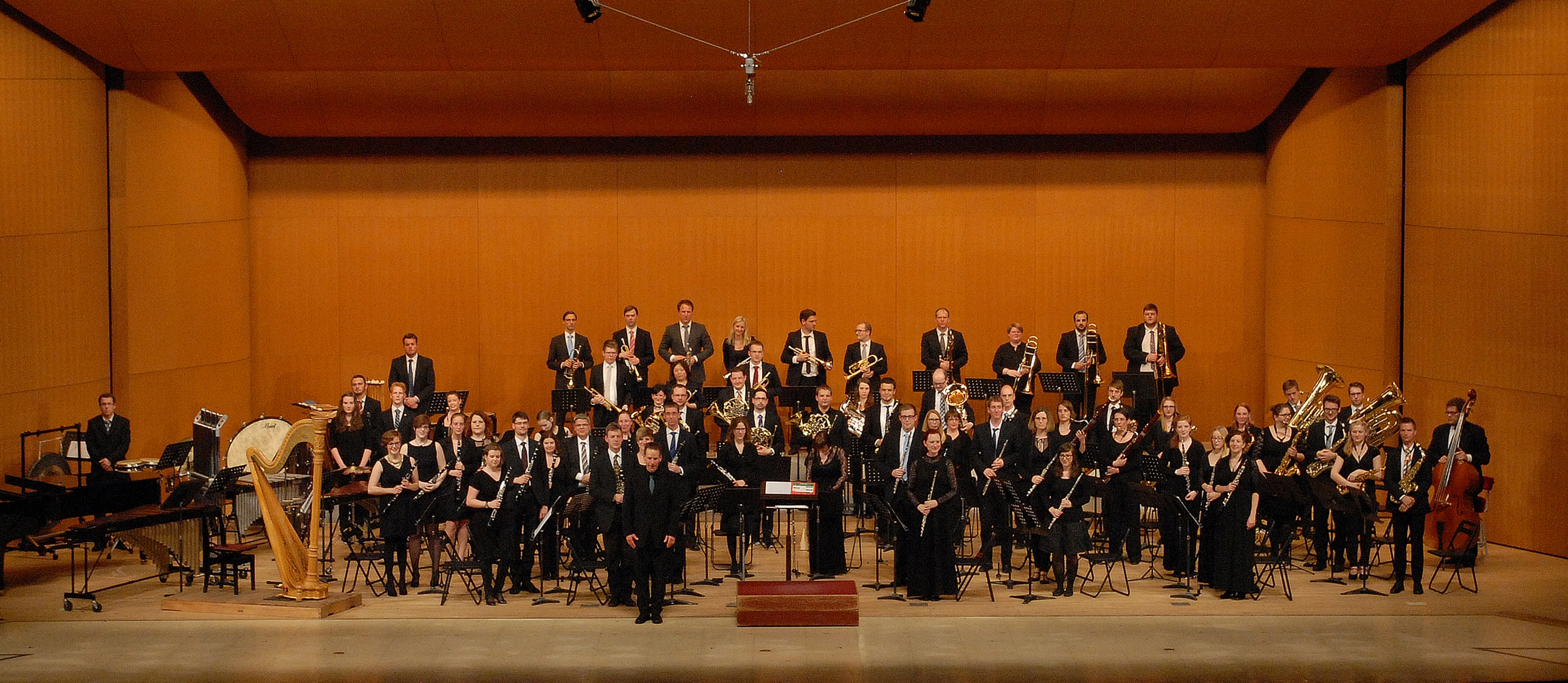
Die westfälische Bläserphilharmonie Westfalen Winds in der Omiya Citizen Hall, Saitama, Japan, 2015

Die Westfälische Bläserphilharmonie Westfalen Winds ist ein überregionales sinfonisches Blasorchester aus etwa 75 Laienmusikern, Musikstudenten und professionellen Musikern.

## Das Orchester

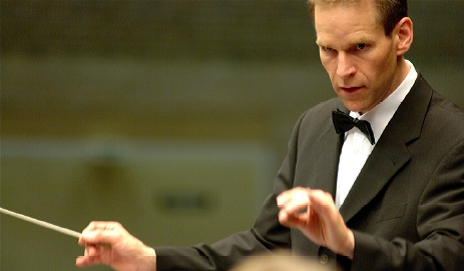
Ulrich Schmidt-

Westfalen Winds wurde 1996 im Hochsauerlandkreis gegründet und arbeitet projektweise für Konzerte, Meisterkurse, nationale wie internationale Wettbewerbe und Konzertreisen. Das Orchester wird seit 2005 von dem Trompeter Ulrich Schmidt geleitet, zuvor von Franz Schulte-Huermann.
Schwerpunkt der Orchesterarbeit soll die Förderung und Entwicklung der sinfonischen Blasmusik als Kunstform, insbesondere durch Interpretationen von Originalkompositionen, Auftragswerken oder durch Gastspiele internationaler Solisten und Dirigenten sein.
Das Orchester brachte mehrere Werke zur Uraufführung, darunter die Auftragskompositionen „Miroir de l'âme“ und „Traum Maschine“ von Thiemo Kraas, das Werk „three, four, six and nine“ von Manfred Honetschläger (mit dem Posaunenquartett der Berliner Philharmoniker), oder die japanische Erstaufführung Rolf Rudins „Vom Ende der Zeit – eine Vorahnung“.
Außerdem spiel das Orchester auch Arrangements und Transkriptionen im Rahmen thematischer Konzerte sowie Filmmusik und Programmmusik auf, beispielsweise unter dem Titel „Amerika im 21. Jahrhundert“, „Zauberer und Magie“ oder "Magic Winds und die Harry Potter Suite".
Ebenso veranstaltete das Orchester mehrere Meisterkurse, unter anderem unter der Leitung von Maurice Hamers (Blasorchesterdirigat, 2007) vom Leopold-Mozart-Zentrum in Augsburg, Fried Dobbelstein (Blasorchesterdirigat, 2011 und 2014) vom ArtEZ Conservatorium in Enschede und Nobuya Sugawa (Saxophon, 2012) von der Tokyo University of Arts und dem Trouvère Quartet in Kooperation mit Yamaha Europe und der Hochschule für Musik und Tanz Köln.

## Partnerschaften

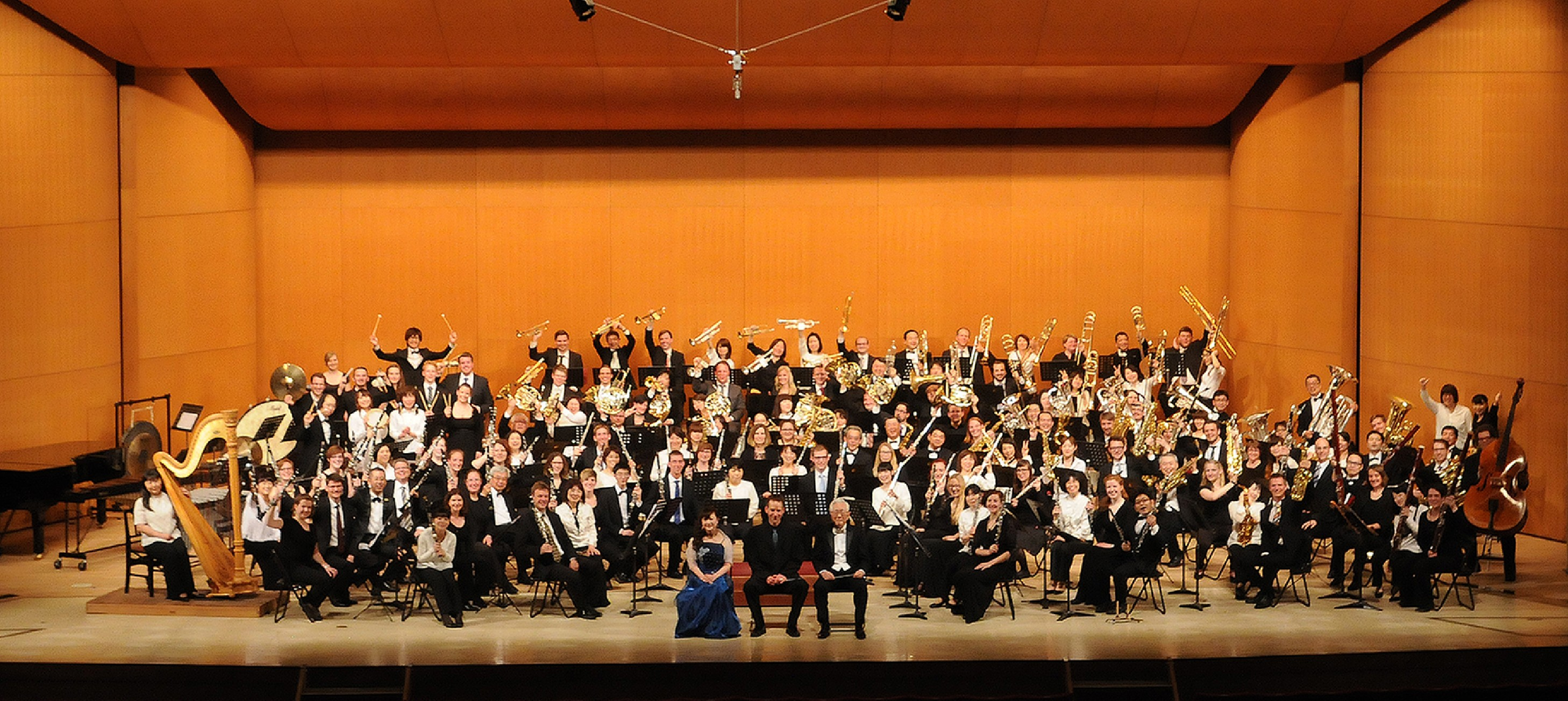
Westfalen Winds und die Omiya Wind Symphony in der Omiya Citizen Hall, Saitama, Japan (2015).

2014 schloss das Orchester mit der Koninklijke Harmonie Orpheus Tilburg unter der Leitung des Dirigenten und Komponisten Hardy Mertens eine Partnerschaft, 2015 mit der Omiya Wind Symphony unter der Leitung von Toshio Akiyama.

## Wettbewerbe
Das Orchester hat unter anderem an den folgenden internationalen Wertungsspielen teilgenommen:
- 1997: 3. Landesmusikfest des Volksmusikerbundes NRW, Mai 1997, Höchststufe, mit hervorragendem Erfolg
- 2001: Bundesmusikfest Friedrichshafen, Höchststufe, Prädikat: Hervorragend
- 2002: 2. Wettbewerb für Auswahlorchester der Arbeitsgemeinschaft der Volksmusikverbände in Bruchsal, mit hervorragendem Erfolg
- 2010:  Flicorno d’Oro; Riva del Garda (Italien), Kategorie Eccellenza; 90,13 Punkte (von 100 Punkten), Prädikat: Hervorragend[6]
- 2013: World Music Contest (Wereld Muziek Concours); Kerkrade (Niederlande), 1. Division (Harmonieorchester); 84,00 Punkte (von 100 Punkten)[7]

## Gäste

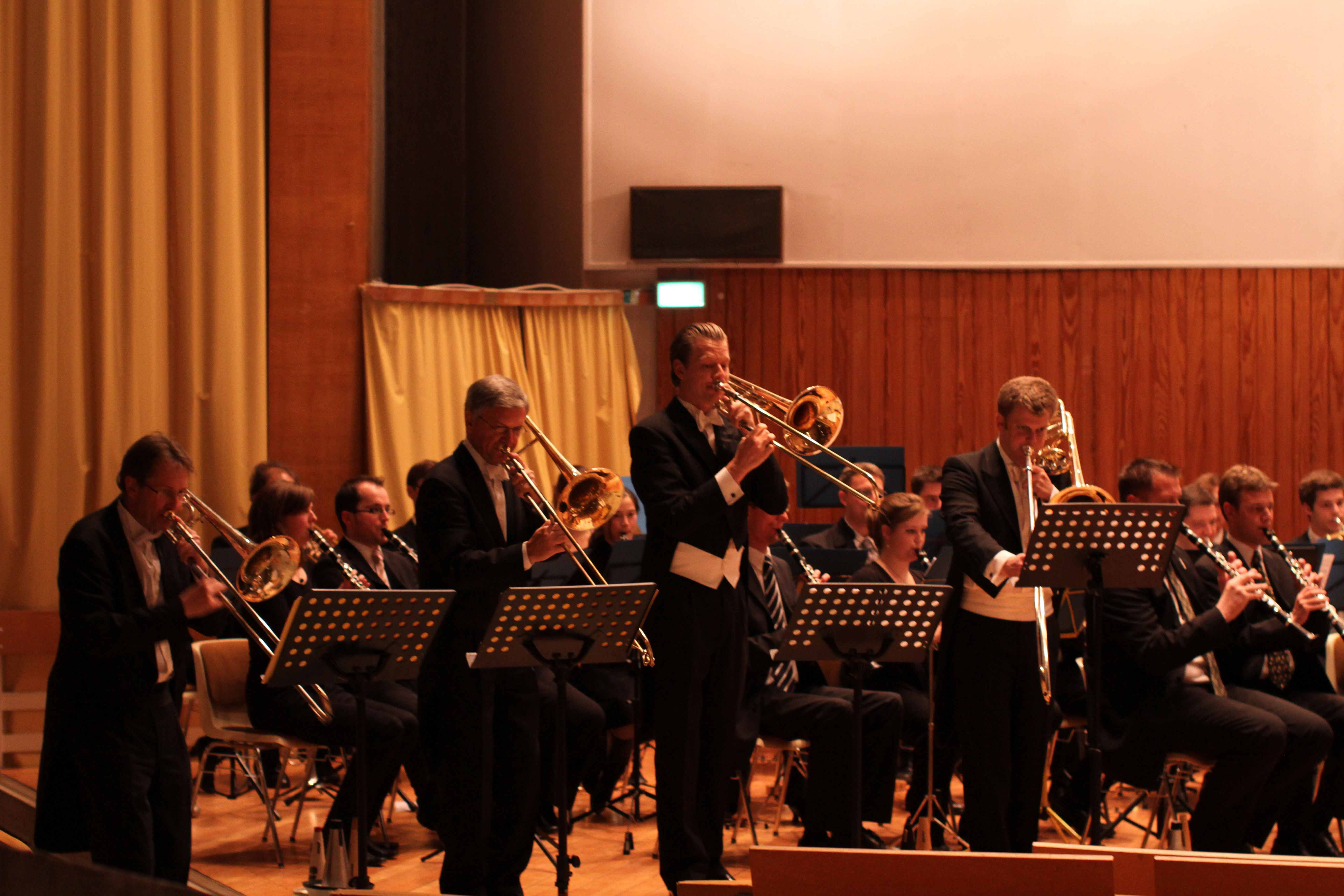
Das Posaunenquartett der Berliner Philharmoniker und Westfalen Winds 2010 in Marl.

Folgende Solisten und Dirigenten traten mit Westfalen Winds auf:
- Posaunenquartett der Berliner Philharmoniker (Olaf Ott, Christhard Gössling, Thomas Leyendecker und Jesper Busk Sørensen)
- Stefan Dohr (Solohornist der Berliner Philharmoniker)
- Walter Ratzek (Leiter des Musikkorps der Bundeswehr a. D., Chef des Stabsmusikkorps der Bundeswehr in Berlin, Dirigent der Deutschen Bläserphilharmonie)
- Pierre Kuijpers (Chefdirigent Koninklijke Militaire Kapel a. D.)
- Maurice Hamers (Professor für Blasorchesterleitung am Leopold-Mozart-Zentrum in Augsburg)
- Christian Lindberg (Posaunen-Solist, Chefdirigent des Nordischen Kammerorchesters und des Swedish Wind Ensemble, Komponist)
- Falk Maertens (Solotrompeter des Deutschen Symphonie Orchesters Berlin)
- Fried Dobbelstein (Dozent für Blasorchesterdirigat am ArtEZ Conservatorium Enschede, Niederlande)

## Konzertreisen
Das Orchester unternahm Konzertreisen Italien (2010), in die Niederlande (2013), nach Japan (2015, gefördert durch das Goethe-Institut und das Auswärtige Amt) und nach Spanien (2017).